# Fudoki
Fudoki (jap. 風土記 Opisy ziem i obyczajów) – starożytne opisy geograficzne i kulturowe każdej z japońskich prowincji, opracowane na początku VIII wieku.

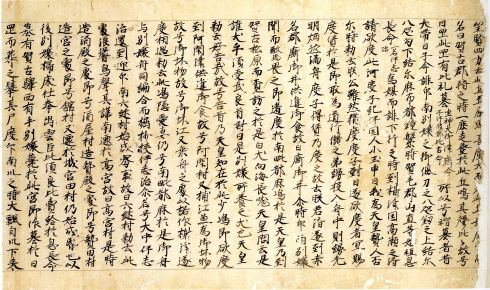
Fragment fudoki dot. prowincji Harima

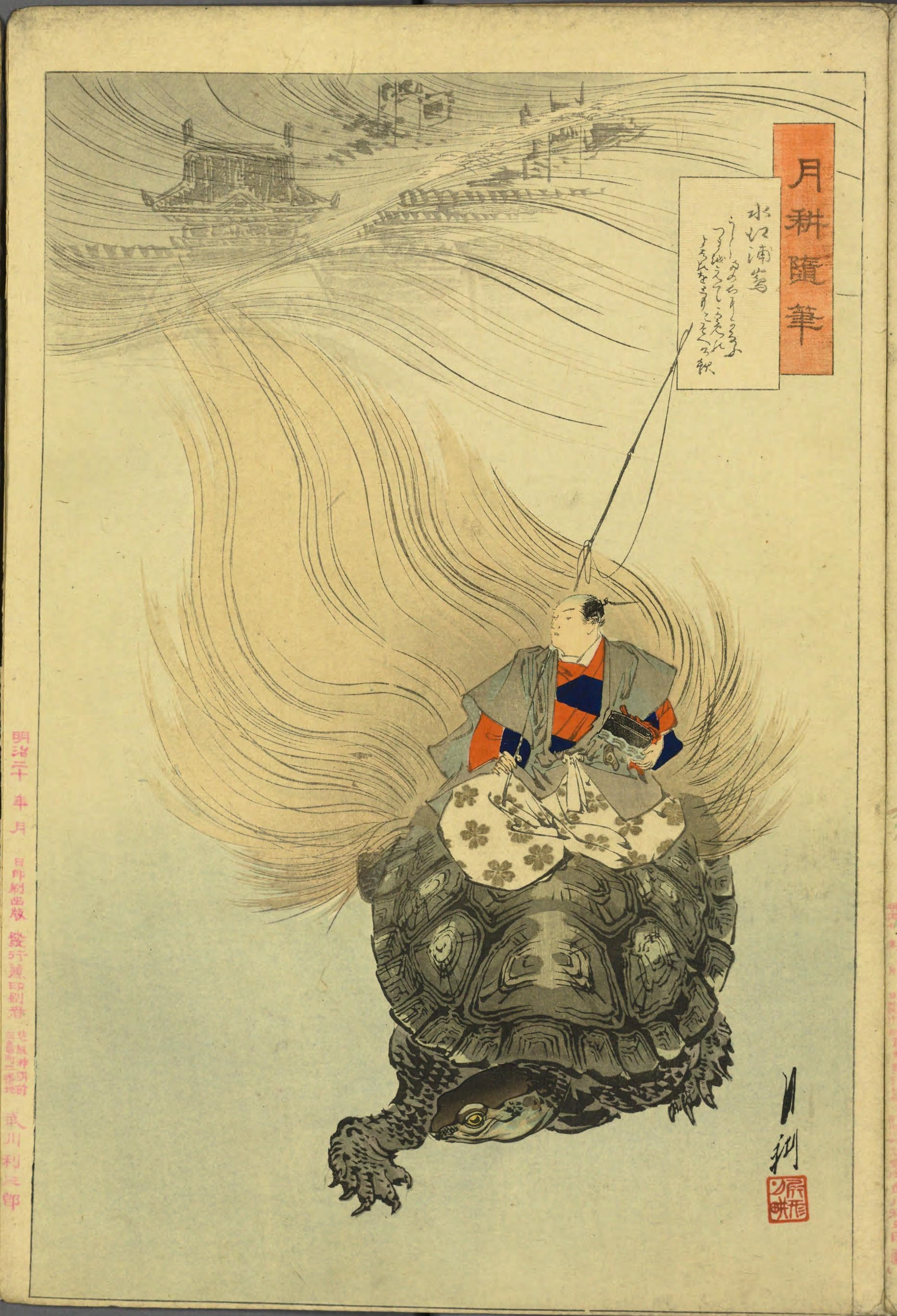
Gekkō Ogata (1859–1920), Urashima jedzie na żółwiu do Ryūgū, 1887 (Urashima jest w stroju z okresu Edo, ale obraz odnosi się do opowieści z VIII w. zawartej w fudoki prowincji Tango, ob. część prefektury Kioto)

Opisy te miały na celu zebranie i przedstawienie władcy informacji o warunkach geograficznych, ekonomicznych, etnicznych i kulturowych poszczególnych prowincji. Rozkaz o spisaniu tych kronik wydała cesarzowa-władczyni Gemmei w 713 roku. 
Do dziś zachowały się kompletne zapiski jedynie z prowincji Izumo (Izumo no kuni no fudoki, 733; ob. wsch. część prefektury Shimane) oraz fragmenty z prowincji: Harima (płd.-zach. część prefektury Hyōgo), Hitachi (prefektura Ibaraki, Hizen (prefektury Saga i Nagasaki) i Bungo (wsch. Kiusiu). 
Fudoki były pisane w urzędowym języku chińskim, a wiersze, baśnie i legendy – po japońsku. Opisy zawarte w fudoki zawierały informacje m.in. o: położeniu prowincji, pochodzeniu jej nazwy (także gór i rzek), podziale administracyjnym, stacjach pocztowych, wioskach świątynnych, stanie dróg, rozmieszczeniu wojska, strażnicach, gorących źródłach (onsen), znaczących wydarzeniach.   